# Johann Philipp von Greiffenclau zu Vollraths
Johann Philipp von Greiffenclau-Vollraths (Amorbach, 13 febbraio 1652 – Würzburg, 3 agosto 1719) è stato un vescovo cattolico tedesco, dal 1699 sino alla propria morte, principe-vescovo di Würzburg.

## Biografia
Figlio del Barone Georg Philipp von Greiffenclau-Vollrads e della nobildonna Rosina von Oberstein, nel 1666 divenne domicellario della Cattedrale di Würzburg e ricevette gli ordini minori oltre al suddiaconato nel 1676. Dal 1684 divenne membro del capitolo della cattedrale di Würzburg, ricoprendo successivamente l'incarico di cantore sino al 1686.
Nel 1687 ottenne di essere consacrato sacerdote e nel 1695 entrò nel capitolo della Cattedrale di Magonza.
Il 9 febbraio 1699 venne scelto dal capitolo della cattedrale di Würzburg come successore alla cattedra episcopale locale; a lui si oppose l'arcivescovo di Magonza Lothar Franz von Schönborn. Dopo la conferma di papa Innocenzo XII, che giunse il 1º giugno di quello stesso anno, Johann Philipp ricevette il 5 giugno 1699 la consacrazione nella cattedrale di Würzburg.
Durante il proprio periodo di vescovato, Greiffenclau zu Vollraths si occupò molto della ricostruzione della città di Würzburg. In città fece edificare una nuova sede per il collegio dei Gesuiti e ristrutturò l'interno della cattedrale.
Dai propri contemporanei, venne lodato per la propria natura caritatevole e filantropica, consentendo l'insediamento di un monastero di Orsoline.

## Genealogia episcopale e successione apostolica
La genealogia episcopale è:
- Arcivescovo Filippo Archinto
- Papa Pio IV
- Cardinale Giovanni Antonio Serbelloni
- Cardinale Carlo Borromeo
- Cardinale Gabriele Paleotti
- Cardinale Ludovico de Torres
- Cardinale Giovanni Garzia Mellini
- Vescovo Antonio Albergati
- Vescovo Gereon Otto von Gutmann zu Sobernheim
- Vescovo Johannes Pelking, O.F.M. Conv.
- Vescovo Wolther Heinrich von Strevesdorff, O.E.S.A.
- Arcivescovo Johann Philipp von Schönborn
- Vescovo Stephan Weinberger
- Vescovo Johann Philipp von Greiffenclau zu Vollraths

La successione apostolica è:
- Vescovo Johann Bernhard Mayer (1705)